# Schloss Schwarzenegg

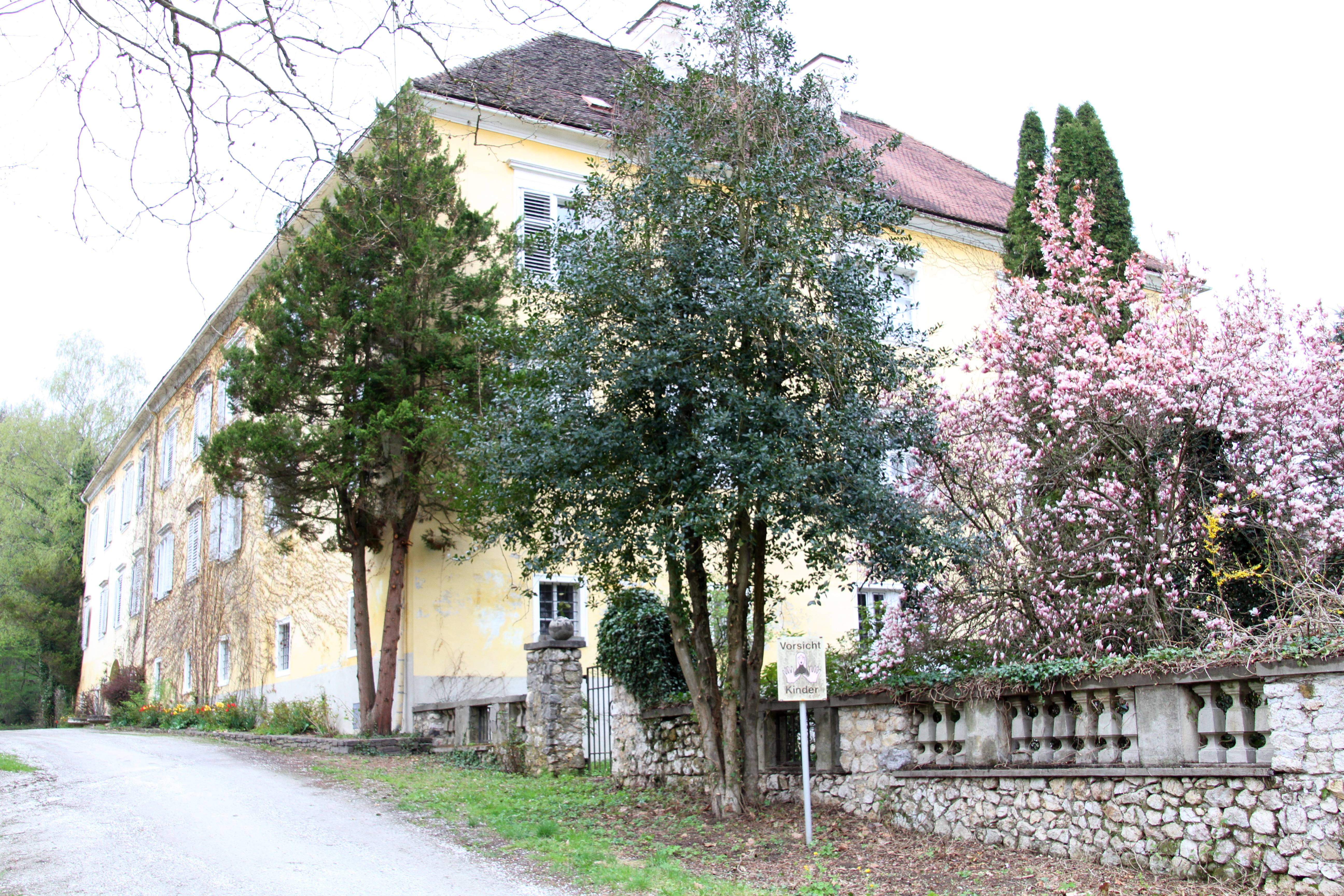
Schloss Schwarzenegg

Schloss Schwarzenegg ist ein ehemaliger Adelssitz in Kainach bei Wildon (Gemeinde Wildon) in der Steiermark, Österreich.

## Geschichte
Das im Mittelalter Schwarzhof genannte Bauerngehöft wurde gegen Ende des 16. Jahrhunderts von Kaspar Herberstorffer gekauft und zum Adelssitz umgebaut. Im Laufe der Zeit wechselte der ehemalige Bauernhof mehrmals den Besitzer und wurde immer mehr zu einem Renaissanceschloss und Herrschaftssitz umgebaut.
Eine kurze Übersicht über die Besitzer (Jahr des Besitzwechsels):
- Kaspar Herberstorffer (Ende 16. Jahrhundert)
- Otto von Herberstorff
- Andre Rindschad (1607)
- Familie Herberstorff
- Otto von Herberstorff
- Hans Siegmund Freiherr von Schrottenbach (1617)
- Georg Ernst Schrampf von Aichberg (1628)
- Wolf Sigmund Gilgenberg von Gilgenbichel (1637)
- Hans Lukas Freiherrn von Maschwander (1640)
- Maria Helene Gräfin Lengheimb (1677)
- Familie Galler
- Josef Edler von Neupauer (1835)
- Franz Georg Strafella (um 1930)[2]
- Graf Leopold von Saldern-Ahlimp
- Maximiliane von Berg

In der Zeit des Zweiten Weltkrieges wurde das Schloss zur Unterbringung des Inventars vom Grazer Zeughaus verwendet. Zuletzt (2008) befand es sich in Privatbesitz und stand zum Verkauf.

## Architektur
Das Schloss Schwarzenegg befindet sich am Fuß des Wildoner Schlossberges in einem Park. Da es in seiner Geschichte niemals zu militärischen Zwecken genutzt wurde, besitzt es keine Befestigungsanlagen. An der Schlosszufahrt befindet sich eine mit der Jahreszahl 1739 datierte Statue des Johannes Nepomuk. Das Schloss besteht aus einem zweigeschoßigen Hauptgebäude im Stil der Renaissance sowie um einen Arkadenhof liegenden Nebengebäuden. Der schlichte Stil der Fassade wird durch die Renaissance-Fensterläden und die beiden einfachen Portale geprägt. Markant ist die dreigeschoßige Säulenarkade an der Hofseite des Südflügels. Spezielle Nebengebäude sind die Schlosskapelle (der Maria Heimsuchung geweiht) und eine moderne Reithalle.

## Persönlichkeiten
- Franz Kalchegger von Kalchberg (1807–1890), Verwaltungsjurist und Politiker, hier geboren